# Pinkpank
Pinkpank ist ein deutscher Familienname. Wie Pinkepank und Pingpank leitet sich der Begriff vom Geräusch des Hämmerns in Schmiedewerkstätten ab und war diesbezügliche Berufsträger bestimmt. Der Name ist vorwiegend in Norddeutschland mit dem Schwerpunkt in Berlin-Brandenburg verbreitet.

## Namensträger
- Harry Pinkpank (* 1927), deutscher Fußballspieler und -trainer
- Henry Pinkepank (1893–1965), deutscher Politiker (SPD), MdL Braunschweig
- Johann Heinrich Christian Pinkepank (1818–1890), deutscher Modelltischler und Politiker, MdHB
- Karl Pinkpank (1884–1947), deutscher Imker, Autor und Politiker, MdL Mecklenburg-Schwerin
- Marion Pinkpank (* 1973), deutsche Moderatorin